# Probaryconus vestigialis
Probaryconus vestigialis är en stekelart som först beskrevs av Alan Parkhurst Dodd 1924.  Probaryconus vestigialis ingår i släktet Probaryconus och familjen Scelionidae. Inga underarter finns listade i Catalogue of Life.